# Harry Markland Molson
Harry Markland Molson (Montreal, 9 de agosto de 1856 – Oceano Atlântico, 15 de abril de 1912) foi um político e empresário canadense. Foi prefeito de Dorval, Quebec; Governador do Hospital Geral de Montreal e membro do conselho de administração do Banco Molson. Ele foi uma das vítimas do naufrágio do RMS Titanic em 15 de abril de 1912.
Harry nasceu em 9 de agosto de 1856 em Montreal, Quebec, Canadá, filho de William Markland Molson (1833–1913) e Helen Augusta Converse (1834–1919). Embora Harry Molson não fosse um membro proeminente da influente família Molson, ele herdou a fortuna de seu tio que não teve filhos, John Henry Robinson Molson (1826–1897), um ex-dono da Molson Brewery e presidente do Banco Molson.
Harry Molson foi para a Inglaterra em fevereiro de 1912 durante uma viagem de negócios e havia reservado uma passagem para retornar ao Canadá no final de março a bordo do transatlântico Tunisian, entretanto, foi persuadido pelo empresário Arthur Peuchen a prolongar a sua estadia na Inglaterra, navegando de volta para casa com ele na viagem inaugural do Titanic.
Molson foi visto pela última vez a bordo do Titanic, tirando os sapatos e planejando nadar até a luz de um navio que afirmou ter visto. Seu corpo, se recuperado, nunca foi identificado.